# Quatuor Auryn
Le Quatuor Auryn est un quatuor à cordes allemand fondé en 1981.

## Historique
Le Quatuor Auryn est un quatuor à cordes fondé en 1981 par quatre jeunes musiciens membres de l'Orchestre des jeunes de la Communauté européenne, encouragés par Claudio Abbado. Il tient son nom d'Auryn, une amulette qui procure à son porteur de l'intuition et l'aide à réaliser ses rêves dans le roman L'Histoire sans fin de Michael Ende,.
L'ensemble travaille à la Musikhochschule de Cologne avec le Quatuor Amadeus durant quatre ans, puis avec le Quatuor Guarneri à l'Université du Maryland en 1986 et 1987,.
En 1982, le quatuor Auryn est lauréat des concours internationaux de Portsmouth et de Munich, puis en 1987 de la Tribune des jeunes interprètes de Bratislava.
Le quatuor collabore avec la West German Radio et se fait initialement connaître dans le répertoire contemporain, avant d'aborder les partitions classiques et romantiques du genre et de se constituer un très vaste répertoire de plus de quatre cents œuvres.
En 2009, à l'occasion du bicentenaire de la mort de Joseph Haydn, le Quatuor Auryn donne trois fois sur scène le cycle complet des soixante-huit quatuors à cordes du compositeur, à Detmold, Cologne et Padoue, avant de l'enregistrer en plusieurs années.
Les membres de l'ensemble enseignent en Allemagne, à l'Académie de musique de Detmold, et ont fondé en 2007 leur propre festival de musique de chambre à Este, en Italie.
Le quatuor a annoncé qu'il cesserait son activité à la fin de la saison 2020-2021.

## Membres
Depuis l'origine, les membres de l'ensemble sont, :
- premier violon : Matthias Lingenfelder, qui, après avoir joué un violon de Giuseppe Rocca (en) (1861) joue un Stradivarius de 1722 ( l'« ex-Joachim »)[5] ;
- second violon : Jens Oppermann, qui joue un violon Petrus Guarnerius (ca 1730)[5] ;
- alto : Stewart Eaton, qui, après avoir joué un alto de Vuillaume (1848), « Le Doria », joue un instrument des frères Amati (1616) ayant appartenu au Quatuor Koeckert[5] ;
- violoncelle : Andreas Arndt, qui joue un violoncelle de 1669 attribué soit à Niccolò Amati soit à Gioffredo Cappa[5].

## Créations
Le Quatuor Auryn est le créateur de plusieurs œuvres, de Günter Bialas (de) (Quintette avec harpe, avec Helga Storck, 1985 ; Quatuor no 5, 1992), Hans-Jürgen von Bose, Cristóbal Halffter (Concerto grosso pour quatuor et orchestre, 2014), Berthold Goldschmidt (Quatuor no 3, 1989), Manuel Hidalgo (Quatuor no 2, 1995), Wolfgang Rihm, et Manfred Trojahn (Fragmente für Antigone, 1988 ; Soleares, 1990 ; Sonata IV – pour Maurice Ravel, pour flûte et quatuor à cordes, avec Michael Faust, 1996), notamment.

## Discographie
La discographie du Quatuor Auryn s'ouvre après sept ans de carrière sur un premier disque consacré à Schubert. 
L'ensemble a depuis enregistré plus de soixante CDs d'un vaste répertoire, pour les labels Accord, puis CPO, et depuis 2000 en exclusivité pour Tacet (de). Le quatuor a ainsi gravé une intégrale Bartók, une intégrale Beethoven, une intégrale Brahms, et des œuvres de Boccherini, Braunfels, Britten, Dvořák, Fauré, Grieg, Hartmann, Mendelssohn, Mozart, Schumann et Wolf, notamment.
Leur intégrale des quatuors de Schubert est diapason d'or.